# Тедди-бои

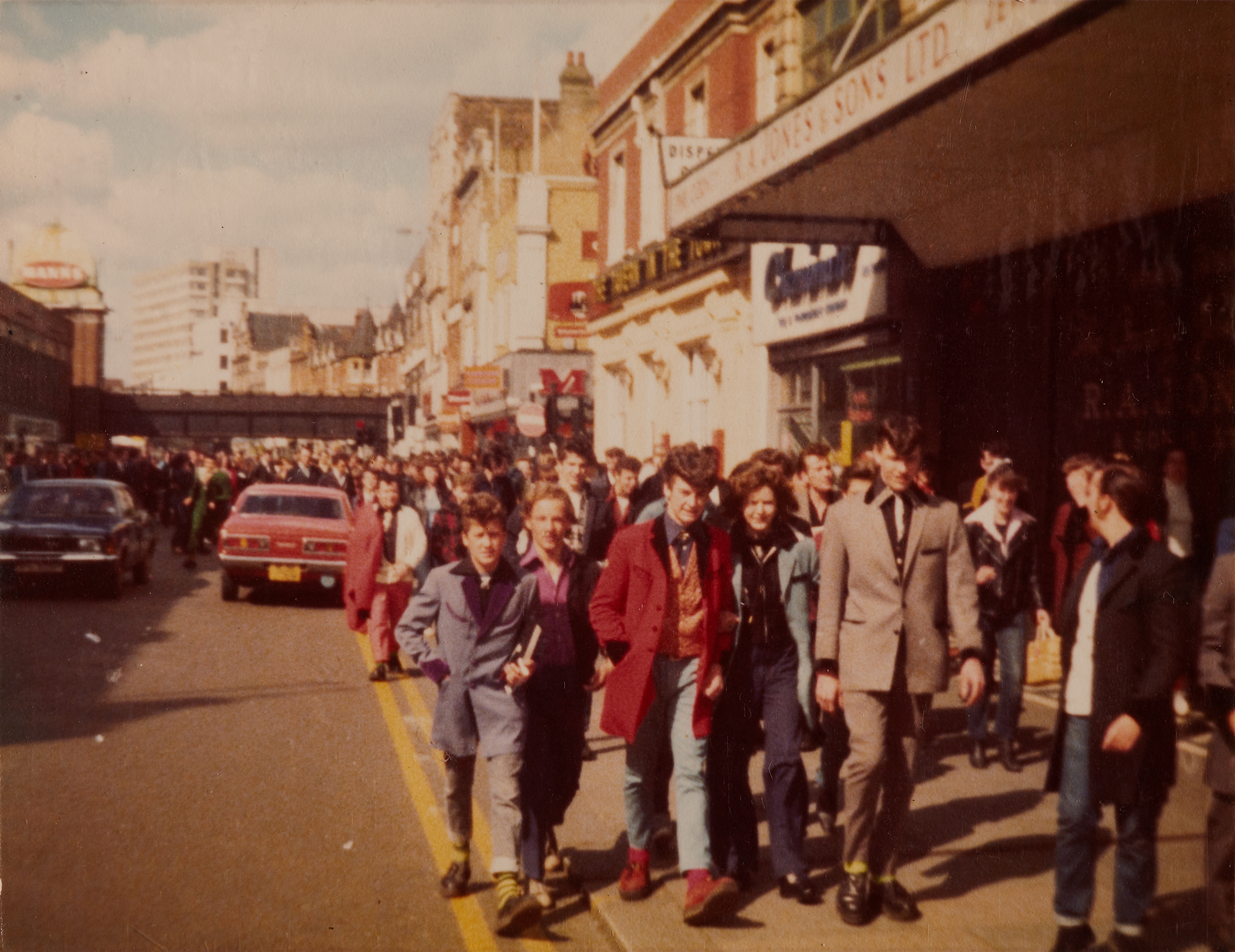
Тедди-бои в Саутенд-он-Си (Великобритания), 1977 год

Те́дди-бо́и (мн. ч.; англ. Teddy Boys от Teddy — краткая форма имени Эдвард + boy «мальчик, юноша, подросток мужского пола») — молодёжная субкультура, возникшая в начале 1950-х годов в Великобритании, несколько раз переживавшая возрождение в 1970-е и 1990-е годы.

## История
Термин «тедди-бои» появился из заголовка Daily Express от 23 сентября 1953 года для обозначения молодых людей из рабочего класса, стремившихся подражать «золотой молодёжи» и одевавшихся по моде эпохи Эдуарда VII (отсюда — «Тедди»).
Типичный облик тедди-боя включал «брюки-дудочки», сюртук с двойным воротником, галстук-бантик в стиле вестернов. Тедди-бои отличались агрессивным поведением, многие из них входили в местные хулиганские группировки. Из музыки первоначально предпочтения отдавались американскому блюзу, кантри и свингу, позже рок-н-роллу и скиффлу, который вобрал в себя стиль тедди-боев.
К началу 1960-х субкультура тедди-боев стала исчезать, на смену им пришли моды. Однако в середине 1970-х в Великобритании субкультура тедди-боев возродилась: появились музыкальные коллективы, которые играли рокабилли, а в Лондоне существовал знаменитый магазин «Too Fast To Live, Too Young To Die», принадлежащий Вивьен Вествуд и Малькольму Макларену. Это было последним возрождением стиля, несмотря на попытки его культивировать в начале 1990-х годов среди почитателей брит-попа.

### Тедди-гёрл
«Тедди-гёрл» (Teddy Girls) носили куртки из драпа, юбки-карандаш, длинные косы, подвернутые джинсы, плоские туфли, сшитые на заказ жакеты с бархатными воротниками, соломенные шляпы, броши-камеи, эспадрильи, шляпы кули и элегантные клатчи. Их стиль родился из вычурного, причудливого стиля от-кутюр, запущенного ранее домами моды и напоминавшего одежду эпохи Эдуарда VII. Позже они также переняли американскую моду на брюки «тореадор», объёмные юбки-хоббл и причёски в виде конского хвоста.
Выбор одежды Teddy Girls не был предназначен исключительно для эстетического эффекта, это также был протест против послевоенной экономии. Teddy Girls были в основном рабочими девушками из бедных районов Лондона. Как правило, они оставляли школу в 14-15 лет и работали на фабриках или в офисах. Teddy Girls тратили большую часть своего свободного времени на покупку и изготовление своей одежды.
В 2009 году фотосессия Лиз Хем под названием Teddy Girls была опубликована компанией Oyster, а затем в «Monthly Australia» в 2010 году.